# تاکویا یامادا
تاکویا یامادا (به انگلیسی: Takuya Yamada) بازیکن فوتبال اهل ژاپن و عضو تیم ملی فوتبال ژاپن است که در تاریخ ۰۷ دسامبر ۲۰۰۳ میلادی اولین بازی ملی‌اش را انجام داد. او در ۴ بازی ملی حضور داشت و آخرین بازی ملی خود را در تاریخ ۱۸ اوت ۲۰۰۴ میلادی انجام داد. تاکویا یامادا در بازی‌های ملی‌اش
گلی به ثمر نرساند.